# Palácio de Alexandre

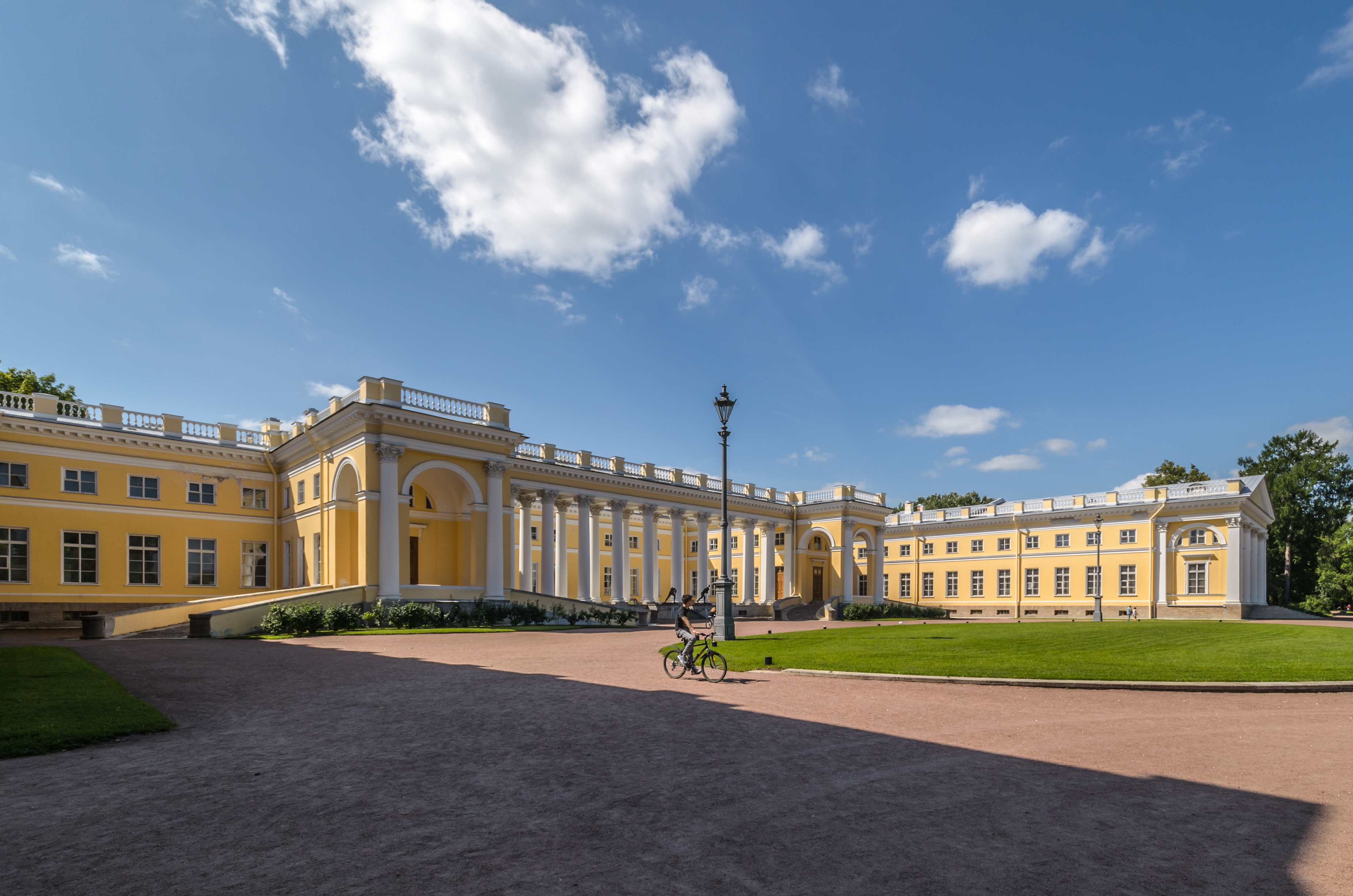
O corps de logis do Palácio de Alexandre, visto a partir do pátio de honra.

O Palácio de Alexandre (em russo: Александровский дворец) é um Palácio Imperial da Rússia. É lembrado principalmente como a residência favorita do último Imperador russo, Nicolau II, e da sua família. Fica situado no Parque de Alexandre de Tsarskoye Selo, a cerca de 25 quilómetros de São Petersburgo.

## História

### O palácio sob Alexandre I
O Palácio de Alexandre foi construído no refúgio Imperial de Tsarskoye Selo. Foi encomendado por Catarina, a Grande para o seu neto favorito, e futuro Imperador Alexandre I, por ocasião do seu casamento com a Grã-Duquesa Elizaveeta Alexeevna, nascida Princesa Luísa Maria Augusta de Baden.
O gracioso edifício Neoclássico foi planeado por Giacomo Quarenghi e construído entre 1792 e 1796. Foi opinião geral que o arquiteto se ultrapassou a si próprio ao criar esta obra-prima. Em 1821, um quarto de século depois, o filho do arquiteto escreveu: "Um elegante edifício que olha para o belo novo jardim (...) em Tsarskoye Selo, foi desenhado e construído pelo meu pai a pedido de Catarina II, como residência de Verão para o jovem Grão-Duque Alexandre, o nosso actual soberano. Em harmonia com o augusto estatuto da pessoa para quem o palácio foi concebido, o arquiteto desenvolveu-o com a maior simplicidade, combinando a funcionalidade com a beleza. A sua majestosa fachada, proporções harmoniosas e ornamentação moderada (...) também se manifestam nos seus interiores (...), sem comprometer o conforto na aspiração pela magnificência e pela elegância".
Conta-se uma interessante história sobre a construção; quando os trabalhadores escavavam para iniciar as fundações, chegaram a um rio subterrâneo, o qual corre, atualmente, por baixo da galeria semicircular.
Alexandre usou o palácio durante o resto dos reinados da sua avó e do seu pai, o Imperador Paulo. Quando Alexandre se tornou Imperador, no entanto, decidiu residir no vizinho Palácio de Catarina.

### O palácio sob Nicolau I

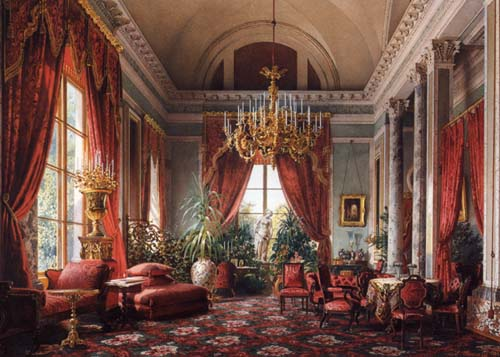
Sala de Estar Carmesim, como representada por Luigi Premazzi na década de 1850.

Alexandre I deu o palácio ao seu irmão, o futuro Nicolau I, para uso estival. A partir dessa época, o palácio passou a ser a residência de Verão do herdeiro ao trono. Entre 1830 e 1850, foram empreendidas extensos trabalhos de redecoração, de acordo com os desenhos de D.Cerfolio, A.Thon, D.Yefimov, A.Stakenschneider e outros, tendo em consideração as rápidas alterações de gostos. A aparência das salas formais e privadas do palácio, durante o reinado de Nicolau I podem ser vistas nas refinadas aquarelas de E.Hau, I.Premazzi e I.Volsky, entre 1840 e 1860. A famosa Galeria Montanha, a qual possuía um grande plano inclinado para os filhos de Nicolau I, construído durante o seu reinado. Nicolau I e a sua família viviam no palácio desde o início da Primavera até ao final de Maio e, depois de um curto período na cidade de Krasnoye Selo durante as manobras, regressavam ao Palácio de Alexandre para passar o tempo até ao final do Outono. Em 1842, o casal Imperial celebrou as suas Bodas de Prata com uma série de galas, incluindo um torneio de justa medieval. Dois anos mais tarde, a família ficou de luto pela morte da filha de Nicolau I, a Grã-Duquesa Alexandra (1825-1844) que nasceu no palácio e ali viveu os últimos meses da sua vida. No dia 19 de Outubro de 1860, a Imperatriz Alexandra Feodorovna também faleceu no palácio. Mais tarde, Alexandre III teve os seus aposentos na ala direita do palácio.

### O palácio sob Nicolau II

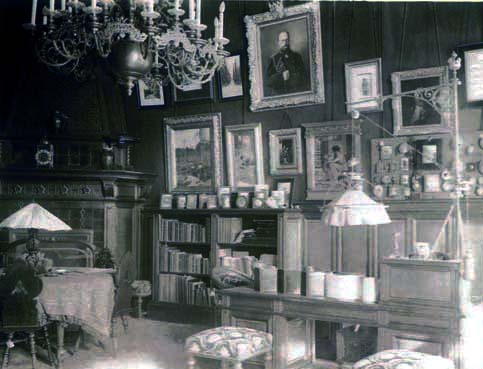
O Estúdio de trabalho do último Czar da Rússia.

O Palácio de Alexandre ficou mais famoso pelo papel que desempenhou durante o reinado do último Czar, Nicolau II. Ele e a sua esposa, Alexandra, sempre gostaram do palácio e decidiram fazer dele a sua residência permanente depois do Domingo Sangrento, o qual tornou o Palácio de Inverno odioso para eles. Remodelaram o antigo salão de baile de dois andares, fazendo dele a Sala de Bordo e o Novo Estúdio, além de terem adicionado salas para os seus filhos no piso acima. Para horror da Corte, Alexandra e o seu arquitecto Meltzer escolheram um moderno estilo de decoração, o Jugendstil ou Art Nouveau, considerado pela Aristocracia como próprio da classe média e menos que "Imperial". Uma das salas mais famosas deste conjunto é a Sala Malva de Alexandra.
Durante o reinado de Nicolau II, o palácio foi ligado à rede elétrica e equipado com um sistema telefônico. Em 1899, foi instalado um elevador hidráulico, ligando a suíte da Imperatriz com as salas das crianças, no segundo andar. Mais tarde, com o advento do cinema, foi construída uma cabine de projeção na Galeria Semicircular, para exibir filmes.
Durante os tempestuosos anos da guerra e revolução, as monumentais paredes do Palácio de Alexandre protegeram a Família Imperial do mundo exterior. Pierre Gilliard, tutor do filho de Nicolau II, teve livre acesso ao santuário interior. Nas suas memórias, o tutor descreveu mais tarde que a vida da família em Tsarskoye Selo era menos formal que nas outras residências. À parte poucas excepções, a Corte não residia no palácio. A Família Imperial podia reunir-se informalmente em volta da mesa, nas horas das refeições, sem funcionários, a não ser parentes em visita. Este mundo idílico foi observado pelo triste e profético sorriso da Rainha Maria Antonieta de França, retratada com os seus filhos numa tapeçaria da Sala do Canto. Esta havia sido um presente do Presidente francês, Émile Loubet, durante a sua visita à Rússia em 1902.

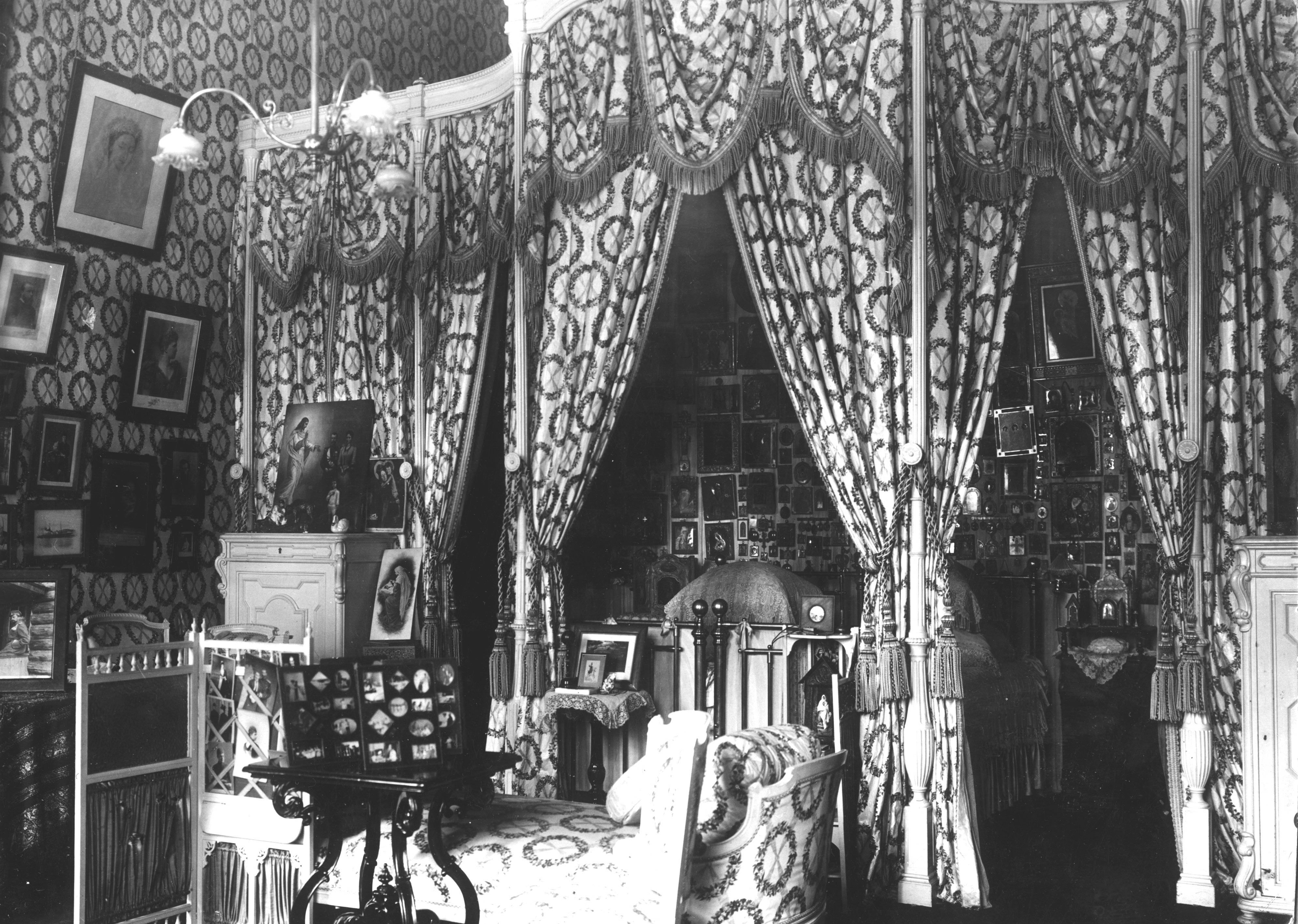
Quarto da última Imperatriz da Rússia.

Nicolau II abdicou do trono da Rússia no dia 2 de Março de 1917. Treze dias depois regressou ao Palácio de Alexandre não como Imperador da Rússia, mas como Coronel Romanov. A Família Imperial foi, então, mantida sob prisão domiciliária e confinada a poucas salas do palácio, vigiados por guardas com baionetas fixas. O regime do seu cativeiro, planeado pelo próprio Kerensky, visava estritas limitações à vida da Família Imperial - um isolamento do mundo exterior, uma guarda durante os seus passeios no parque, proibições de quaisquer contactos e correspondências além das cartas aprovadas. Gillard registou; 
Nas suas horas vagas, livre dos estudos, a Imperatriz e as suas filhas ocupavam-se a costurar alguma coisa, bordar ou tecer, mas nunca estavam inactivas (...) Durante os passeios diurnos, todos os membros da família, excluindo a Imperatriz, eram ocupados em exercícios físicos: limpavam a neve de caminhos no parque, cortavam gelo para a adega, cortavam ramos secos ou árvores velhas, armazenavam lenha para o futuro Inverno. Com a chegada da época quente, a família trabalhou numa extensa cozinha-jardim...

### O palácio depois da Revolução
Sob ordem direta de Kerensky, a Família Imperial foi deslocada, na manhã do dia 1 de Agosto de 1917, de comboio, de Tobolsk para a Sibéria. Desde essa época até ao início da Segunda Guerra Mundial, o palácio foi um museu. No início da Segunda Guerra Mundial, os mobiliários mais valiosos foram evacuados para o interior do país. As restantes partes da coleção foram escondidas nas cavernas durante a ocupação nazi. Durante os anos da guerra, o palácio foi usado como quartel-general do comando militar germânico. A área em frente do palácio foi transformada num cemitério para os soldados das SS. Coleções únicas, artística e historicamente, foram parcialmente destruídas. Quando as forças nazis deixaram a Rússia, muitos dos palácios suburbanos ficaram em chamas. O Palácio de Alexandre foi poupado. O palácio foi usado como depósito de obras de arte que regressavam à área. Mais tarde, foi decidido que não voltaria a ser museu, sendo dado à Marinha Soviética. Funcionou, igualmente, como um orfanato, tendo as crianças ali acolhidas destruído partes do segundo andar, onde estavam localizadas as salas dos cinco filhos do último Czar.

## O palácio na atualidade
Até há muito pouco tempo, o palácio era visto como pouco mais que um acréscimo ao belo Parque de Alexandre. Poucos sabiam que as galerias formais tinham sido preservadas no seu interior, ou que o Palácio de Catarina e o Palácio de Pavlovsk continham refinados candeeiros, tochas, retratos formais e muitas outras obras de arte, criadas especificamente para essas galerias. Poucos imaginavam que, na ala esquerda do palácio, decorações datadas da época do último Imperador da Rússia haviam sobrevivido intactas. 
No Verão de 1997, foi aberta ao público uma exposição permanente, na ala esquerda do edifício. Atualmente, certos elementos da Sala de Recepção, do Novo Estúdio de Nicolau II e da Sala de Estar de Canto de Alexandra, têm sido recriados e providenciado um pano de fundo de trajes históricos, armas de fogo e objetos de arte aplicada fixados nas paredes. No Estúdio de Nicolau II, onde foi recriado o ambiente de trabalho do último Imperador da Rússia, está suspenso um retrato do pai de Nicolau II, Alexandre III, pintado pelo grande artista russo, Valentin Serov. Numa seção do palácio, os visitantes podem ver peças de vestuário usadas pela última Família Imperial da Rússia e uniformes relacionados com a Corte do Czar Nicolau II.
Em 2012 iniciou-se um programa de renovação e foi totalmente fechado ao público em 2015. No início do verão de 2010, entre junho ou julho, oito salas restauradas vão ser inauguradas, entre as quais os aposentos do czar e czarina.